# Zelinkaderes klepali
Espèce
Zelinkaderes  klepali est  une espèce de Kinorhynches de la famille des Zelinkaderidae.

## Distribution
Cette espèce a été découverte en mer Rouge.

## Publication originale
- Bauer-Nebelsick, 1995 : Zelinkaderes klepali sp. n., from shallow water sands of the Red Sea (Kinorhyncha: Cyclorhagida: Zelinkaderidae). Annalen des Naturhistorischen Museums in Wien Serie B Botanik und Zoologie, vol. 97B, p. 57-74.